# Hydrovatus pustulatus
Hydrovatus pustulatus är en skalbaggsart som först beskrevs av F. E. Melsheimer 1844.  Hydrovatus pustulatus ingår i släktet Hydrovatus och familjen dykare. Inga underarter finns listade i Catalogue of Life.